# Rory Kennedy

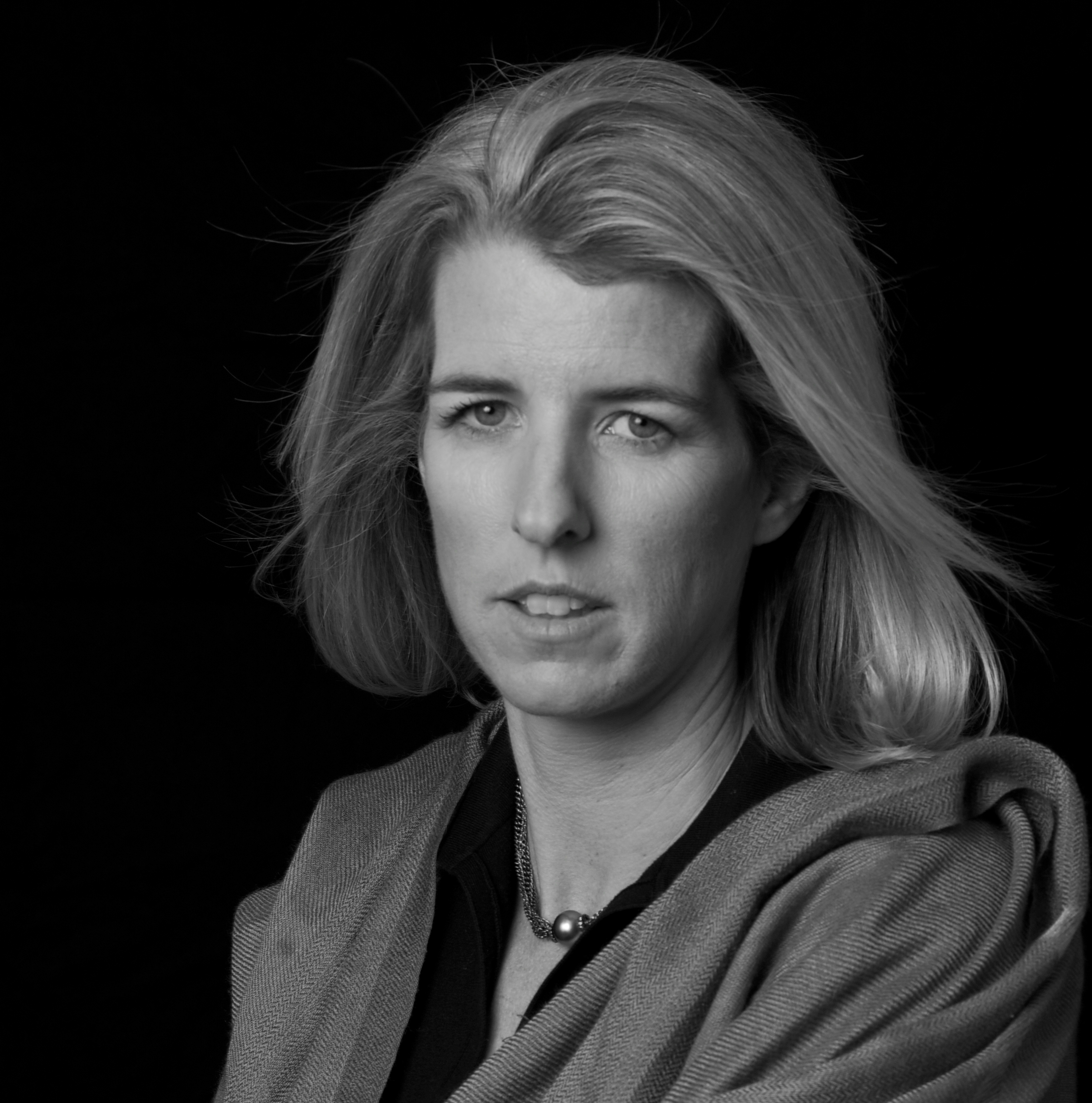
Rory Kennedy (2011)

Rory Elizabeth Katherine Kennedy, seit ihrer Eheschließung auch Rory Kennedy Bailey (* 12. Dezember 1968 in Washington, D.C.), ist eine US-amerikanische Regisseurin und Produzentin von Dokumentarfilmen und politische Aktivistin. Ihre Filme behandeln soziale und politische Themen wie Drogenmissbrauch, AIDS, Gewalt gegen Frauen, die Behandlung von Kriegsgefangenen und den Grenzzaun zwischen den Vereinigten Staaten und Mexiko.

## Kindheit und Ausbildung
Rory Kennedy ist das jüngste der elf Kinder des US-Senators Robert F. Kennedy und seiner Ehefrau Ethel Kennedy. Ihr Vater wurde sechs Monate vor ihrer Geburt ermordet. Ethel Kennedy stellte jedem der jüngeren Geschwister ein älteres als „Paten“ zur Seite. Für Rory war das der elf Jahre ältere Bruder Michael.
Rory besuchte zunächst die Madeira School, eine private weiterführende Mädchenschule in McLean, Virginia. Anschließend studierte sie am Pembroke Center for Teaching and Research on Women der Brown University in Providence, Rhode Island, wo sie in Gender Studies graduierte.

## Dokumentarfilmerin
Rory Kennedy wurde mehrfach für ihre Tätigkeit als Regisseurin und Filmproduzentin ausgezeichnet. Ihre erste Regiearbeit, mit Robin Smith, war im Jahr 1994 der Dokumentarfilm Women of Substance. Der Film basierte auf einer Arbeit, die sie während ihres Studiums an der Brown University verfasst hatte. 1994 gründete Kennedy mit Vanessa Vadim, einer früheren Kommilitonin an der Brown University und Tochter von Jane Fonda und Roger Vadim, May Day Media. Die in Washington ansässige Organisation produzierte und vertrieb Dokumentarfilme mit einer sozialen Botschaft. Ihr erster gemeinsamer Film, Fire in Our House aus dem Jahr 1995, wirbt für Programme zum Spritzentausch als Prävention gegen die Verbreitung von HIV.
1998 fusionierte Kennedys Filmproduktion Moxie mit dem Unternehmen einer anderen früheren Kommilitonin und Dokumentarfilmerin, Liz Garbus, zur Filmproduktion Moxie Firecracker Films. Das Unternehmen widmet sich nach eigenen Angaben der Produktion von Filmen zu Menschenrechtsfragen und allgemeinen sozialen Themen, sowie der Darstellung außergewöhnlicher Menschen, die einen großen Einfluss auf ihre Zeit ausübten. Moxie Firecracker Films kooperiert mit einer Reihe US-amerikanischer Fernsehsender.
Kennedys 1999 auf dem Sundance Film Festival vorgestellter Film American Hollow zeigt ein Jahr im Leben einer Gruppe von verarmten Großfamilien in den Appalachen von Kentucky und ihre Schwierigkeiten zwischen überlieferten Traditionen und den Herausforderungen der Gegenwart. Zeitgleich mit der Erstausstrahlung des Films auf dem Sender HBO erschien bei Little, Brown and Company ein Begleitbuch, das Kennedy mit Robert Coles und ihrem Ehemann Mark Bailey verfasste.
2012 erschien mit Kennedys Film Ethel ihre einzige Regiearbeit, in der autobiografische Elemente enthalten sind. Ethel schildert das Leben ihrer Mutter Ethel Kennedy, der Witwe ihres Vaters Robert F. Kennedy. Der Film liefert einen seltenen Einblick in das normalerweise von der Öffentlichkeit abgeschottete Innenleben eines Teils der Familie Kennedy.
Kennedys Film Last Days in Vietnam schildert die letzten Tage des US-amerikanischen Engagements in Südvietnam und die dramatische Evakuierung amerikanischer Zivilisten und zahlreicher vietnamesischer Verbündeter. Er wurde im Januar 2014 auf dem Sundance Film Festival vorgestellt. 2015 war der Film für den Oscar in der Kategorie Bester Dokumentarfilm nominiert.

## Politik
Schon als Jugendliche ist Rory wiederholt als politische Aktivistin in Erscheinung getreten. So wurde sie in Washington bei einem Protest vor der südafrikanischen Botschaft festgenommen. Während ihres zweiten Studienjahrs organisierte sie eine Demonstration vor einem Supermarkt in Providence, um gegen die Lebensbedingungen wandernder Erntehelfer zu protestieren. Dabei wurden die Kunden aufgefordert, keine Trauben zu kaufen.
Rory Kennedy und weitere Mitglieder der Kennedy-Familie unterstützten im Vorwahlkampf der Demokratischen Partei zur Präsidentschaftswahl in den Vereinigten Staaten 2008 unmittelbar vor dem Super Tuesday den Bewerber und späteren Wahlsieger Barack Obama.

## Privatleben
1984 starb ihr Bruder David an einer Überdosis Drogen. Im Dezember 1997 kam ihr Bruder Michael in Aspen, Colorado durch einen Skiunfall ums Leben. Rory war Zeugin des Unfalls und versuchte vergeblich, ihren Bruder wiederzubeleben. Die Geschwister hatten zeitlebens ein ausgesprochen enges Verhältnis und sprachen fast täglich miteinander. Im Juli 1999 starb ihr Cousin John F. Kennedy, Jr., als er mit dem von ihm gesteuerten Flugzeug abstürzte. Er war auf der Reise zu Rorys Hochzeit mit dem Drehbuchautor Mark Bailey. Die Hochzeit wurde daraufhin verschoben und in kleinerem Rahmen am 2. August 1999 abgehalten. Rory und Mark haben zwei Töchter (* 2002, * 2004) und einen Sohn (* 2007).

## Werke

### Dokumentarfilme (Regie)
- 1994: Women of Substance (mit Robin Smith)
- 1995: Fire in Our House (mit Vanessa Vadim)
- 1999: American Hollow
- 1999: Different Moms
- 1999: Epidemic Africa
- 2000: The Changing Face of Beauty
- 2000: America: Up In Arms
- 2001: All Kinds of Families
- 2001: Healthy Start
- 2003: Pandemic: Facing AIDS
- 2004: A Boy's Life
- 2004: Indian Point: Imagining the Unimaginable
- 2006: Homestead Strike
- 2007: Ghosts of Abu Ghraib
- 2008: Thank You Mr. President: Helen Thomas at the White House
- 2010: The Fence
- 2012: Ethel
- 2014: Last Days in Vietnam
- 2017: Take Every Wave: The Life of Laird Hamilton
- 2017: Without a Net: The Digital Divide in America
- 2018: Above and Beyond: NASA's Journey to Tomorrow

### Dokumentarfilme (Produktion)
- 2002: The Execution of Wanda Jean
- 2002: Sixteen in vier Teilen:
  - Schooling Jewel
  - Sex Talk
  - Pepa's Fight
  - Refuse to Lose
- 2002: Hidden Crisis: Women and AIDS
- 2003: Together: Stop Violence Against Women
- 2003: The Nazi Officer's Wife
- 2004: Girlhood
- 2004: Xiara's Song
- 2005: Street Fight (Executive Producer)
- 2006: Yo Soy Boricua
- 2007: Ghosts of Abu Ghraib
- 2007: Coma
- 2009: Shouting Fire: Stories from the Edge of Free Speech
- 2010: The Fence
- 2011: Bobby Fischer Against the World
- 2012: Ethel

### Buch
- Rory Kennedy, Robert Coles (Vorwort), Steve Lehman (Fotos), Mark Bailey (Interviews): American Hollow. Bulfinch Press, Boston u. a. 1999, ISBN 0-8212-2631-2.